# اوژان-مورند
اوژان-مورند (به فرانسوی: Aujan-Mournède) یک کمون در فرانسه است که در canton of Masseube واقع شده‌است. اوژان-مورند ۸٫۴۶ کیلومتر مربع مساحت دارد ۲۵۰ متر بالاتر از سطح دریا واقع شده‌است.